# Бренниця
Бренниця (пол. Brennica) — річка в Польщі, у Цешинському повіті Сілезького воєводства. Права притока Вісли, (басейн Балтійського моря).

## Опис
Довжина річки приблизно 16,70 км, найкоротша відстань між витоком і гирлом — 14,36 км, коефіцієнт звивистості річки — 1,17 . Формується притоками, багатьма безіменними струмками і частково каналізована.

## Розташування
Бере початок на північно-західній стороні від міста Щирк. Спочатку тече переважно на південний захід через парк, у селі Бренна повертає на північний захід і тече через Гуркі Велькі. На південно-східній околиці міста Скочув впадає у річку Віслу.

## Притоки
- Холцина (ліва), Лешниця (ліва).

## Цікавий факт
- Річка є однією з найдовших річок у Сілезьких Бескидах.

## Галерея

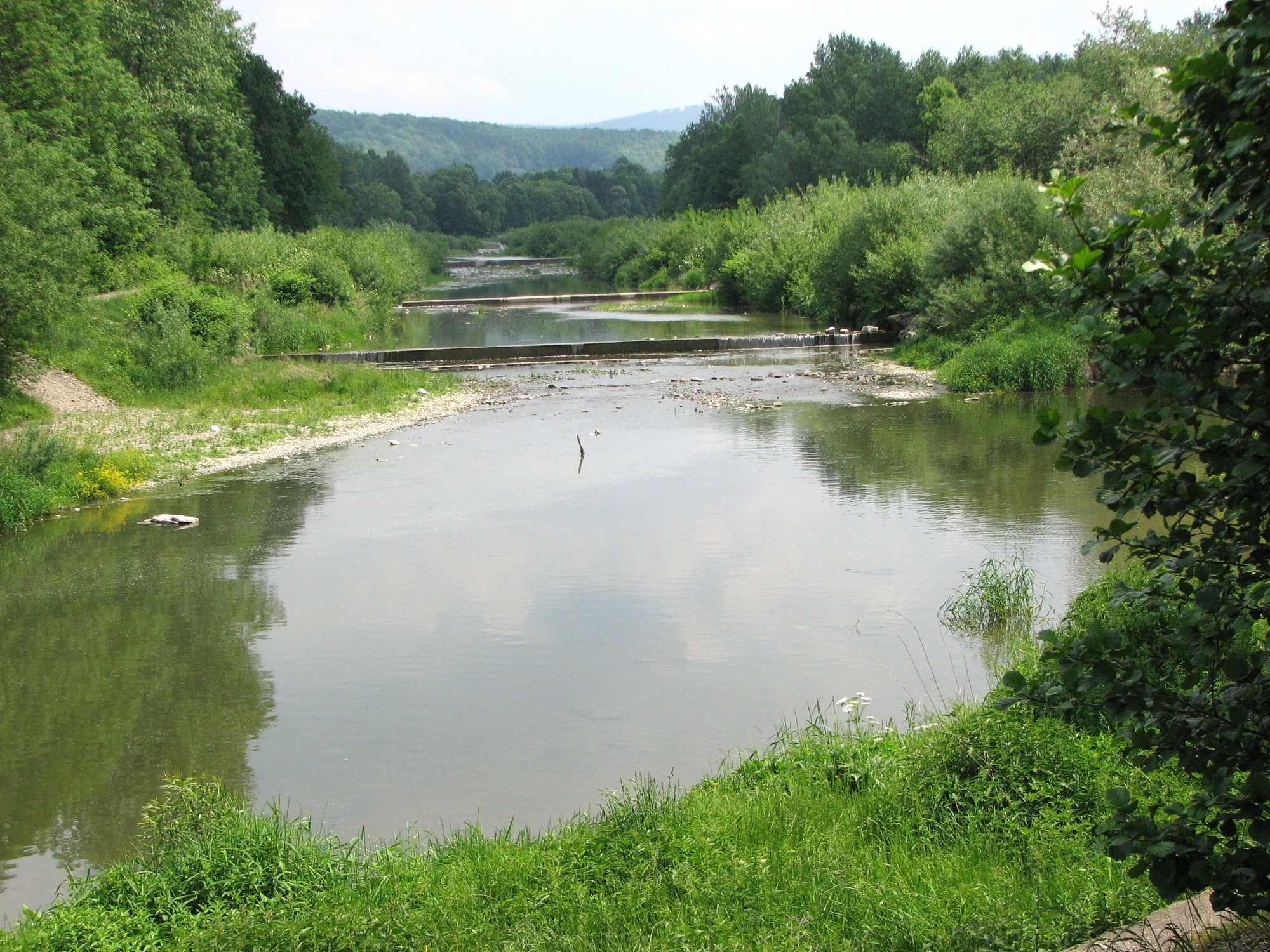